# Palmeirópolis
Palmeirópolis est une municipalité brésilienne située dans l'État du Tocantins.